# Mario La Cava
Mario La Cava (Bovalino, 11 settembre 1908 – Bovalino, 16 novembre 1988) è stato uno scrittore italiano.

## Biografia
Nacque in una famiglia piccolo-borghese: il padre, Rocco La Cava, era insegnante elementare, mentre la madre, Marianna Procopio, pur essendo una casalinga, aveva peraltro una spiccata attitudine narrativa che di certo influì sulla formazione culturale del figlio. Compiuti gli studi medi e  superiori in Calabria, si trasferì dapprima a Roma, dove frequentò la facoltà di medicina, e poi a Siena dove conseguì la laurea in giurisprudenza nel 1931.
Amico del siciliano Leonardo Sciascia, si dedicò successivamente alla letteratura e alla narrativa, intrattennendo col primo una fitta corrispondenza epistolare durata dal 1951 al 1988, che nel 1987 scrisse di lui:
(Leonardo Sciascia, 1987)
I nuovi impegni culturali non gli impedirono di tornare, prima possibile, nella sua amata terra nativa. Qui, appartato ma non estraneo, trascorse il resto della sua vita. Fu una scelta dettata, oltre che dalle ragioni del cuore, anche da motivazioni culturali direttamente legate alla sua attività di scrittore, come egli stesso ebbe a dichiarare: «Niente è più nocivo allo scrittore, che credere reale il mondo sofisticato dei salotti culturali. Solo nei piccoli centri è possibile seguire gli itinerari di vita della gente per ricavarne trame di romanzi.»
Le sue opere si ispirano all'ambiente contadino calabrese, e parlano con sentita partecipazione di poveri emigranti e di gente emarginata. Il suo esordio come scrittore risale al 1935, anno in cui pubblicò su L'italiano (editore Longanesi), degli aforismi tipici della cultura contadina, che raccolse poi nella sua prima opera, Caratteri del 1939. Già prima però, con Il matrimonio di Caterina (1932) si era manifestata la sua vocazione narrativa legata alla vita di provincia anche sul piano affettivo. Da questo lungo racconto Luigi Comencini avrebbe poi tratto un film nel 1983. Oltre alla sua prolifica attività di scrittore, collaborò con numerose riviste e giornali: Corriere della Sera, La Stampa, Paese Sera, La Nazione, Il Giorno, L'Unità, La Gazzetta del Mezzogiorno, Il Mattino, Il Calendario del Popolo.
La morte lo colse a ottant'anni nel suo paese nativo che non aveva più lasciato. Nello stesso anno (1988) uscì il suo romanzo autobiografico Una stagione a Siena, in cui l'autore ripercorre la propria esistenza, a partire dagli anni universitari vissuti in quella città.
La produzione letteraria di Mario La Cava trova la sua espressione più congeniale nel bozzetto e nel frammento. Difatti egli «preferisce il respiro breve del ritratto e dell'osservazione morale, alle architetture narrative più solide e ampie.» Altri limiti segnalati da alcuni critici contemporanei sono «l'omaggio, talvolta pedissequo, ai cascami del neorealismo» e, sul piano della scrittura, «la disuguaglianza del suo tono linguistico».

## Premi e riconoscimenti
- Premio Città di Modena
- Premio Nazionale Rhegium Julii per la narrativa[10]
- Premio Villa San Giovanni
- Premio Crotone nel 1958 per I fatti di Casignana
- Nel 1975 ha ricevuto il Premio Sila sezione narrativa per  I fatti di Casignana.[11]

## Opere
- Caratteri, Firenze, Le Monnier, 1939.
- Hai avuto schiaffi sulla tua faccina, in Letteratura, numero 23, 1942.
- I misteri della Calabria, Reggio Calabria, Casa Editrice Meridionale, 1952
- Colloqui con Antoniuzza, Caltanissetta, Sciascia, 1954.
- L'onorevole Bernabò, in Itinerari, numero 14-15, 1955.
- Le memorie del vecchio maresciallo, Torino, Einaudi, 1958.
- Mimì Cafiero, Roma, Parenti, 1959.
- Vita di Stefano, Caltanissetta, Sciascia, 1962.
- Viaggio in Israele, Lucca, Fazzi, 1967.
- Una storia d'amore, Torino, Einaudi, 1973.
- I fatti di Casignana, Torino, Einaudi, 1974. (Premio Sila sezione narrativa 1975) - I fatti di Casignana con la prefazione di Goffredo Fofi, Soveria Mannelli, Rubbettino, 2018.
- La ragazza del vicolo scuro, Roma, Editori Riuniti, 1977.
- Il matrimonio di Caterina, Milano, Scheiwiller, 1977.
- Terra dura, Reggio Calabria, Logos, 1980.
- Viaggio in Lucania, L'Arco Edizioni, 1980 - Viaggio in Lucania con la prefazione di Giuseppe Lupo, Soveria Mannelli, Rubbettino, 2019
- Viaggio in Egitto e altro storie di emigranti, Milano, Scheiwiller, 1986.
- Tre racconti, Roma, Edizioni della Cometa, 1987.
- Una stagione a Siena, Managò, 1988.
- Opere teatrali, Cosenza, Brenner, 1988.
- Ritorno di Perri, (1993) - (opera postuma)
- La melagrana matura, Roma, Donzelli, 1999.
- Il dottor Pesarino, Arti grafiche edizioni, 2001.
- La Repubblica Cisalpina. Appunti sulla Costituzione e sull'attività legislativa, Reggio Calabria, Città del sole edizioni, 2008.
- Racconti di Bovalino a cura di Milly Curcio e Luigi Tassoni, Soveria Mannelli, Rubbettino, 2008.
- Corrispondenze dal Sud Italia, Reggio Calabria, Città del sole edizioni, 2010.
- Lettere dal centro del mondo 1951-1988, carteggio Mario La Cava-Leonardo Sciascia, a cura di Milly Curcio e Luigi Tassoni, Soveria Mannelli, Rubbettino, 2012.
- Mi batterò come un leone. Carteggio 1936-1981, carteggio Mario La Cava-Fortunato Seminara, a cura di Erik Pesenti Rossi, Soveria Mannelli, Rubbettino, 2021.

## Autori che hanno scritto su Mario La Cava
- Michele Abbate
- Giorgio Barberi Squarotti
- Renato Barilli
- Silvio Benco
- Giuseppe Bertolucci
- Alberto Bevilacqua
- Piero Bianucci
- Alessandro Bonsanti
- Giuseppe Bonaviri

- Carlo Bo
- Ennio Bonea
- Giorgio Caproni
- Gianni Carteri
- Roberto Casalini
- Luigi Comencini
- Vincenzo Consolo
- Pasquino Crupi
- Giuseppe De Robertis
- Luciano De Rosa

- Giorgio Di Rienzo
- Enrico Falqui
- Gian Carlo Ferretti
- Carmelo Filocamo
- Tommaso Fiore
- Dino Gentilomo
- Ferdinando Giannessi
- Claudio Gorlier
- Susanna Gulinucci

- Giuliano Gramigna
- Giuseppe Italiano
- Carlo Laurenzi
- Guglielmo Lo Curzio
- Lucio Lombardo Radice
- Paolo Milano
- Eugenio Montale
- Walter Pedullà
- Antonio Piccone Stella

- Antonio Piromalli
- Pietro Pizzarelli
- Michele Prisco
- Marina Rinaldo
- Michele Rinaldo
- Giovanni Russo
- Carlo Salinari
- Attilio Sartori
- Leonardo Sciascia

- Riccardo Scrivano
- Fortunato Seminara
- Mario Spinella
- Michele Tondo
- Antonello Trombadori
- Paolo Vian
- Giambattista Vicari
- Ferdinando Virdia